# المجاهدون العرب في الشيشان
المجاهدون العرب في الشيشان هم مجموعة من المقاتلين العرب الذين يحاربون روسيا في الشيشان وفي مناطق أخرى في شمال القوقاز. أنشئ المجموعة خطاب خلال الحرب الشيشانية الأولى عام 1995م.

## أبرز القادة
- خطاب سامر السويلم
- أبو الوليد الغامدي
- أبو حفص الأردني
- مهند (أبو أنس)
- عبد الله الكردي

## شخصيات مهمة وذات تأثير
- الشيخ أبو عمر السيف
- يعقوب الغامدي
- أبو قتيبة المكي
- أبو جعفر اليمني